# グレイグループ
グレイグループ（GREY group）は、ニューヨーク州に本社を置く広告代理店。世界最大のコミュニケーショングループであるWPPグループの傘下である。

## 日本法人
日本法人は株式会社グレイワールドワイド。1963年10月12日、グレイ アドバタイジング（当時）と株式会社大広の合併会社グレイ大広として設立された。1999年に、大広との合併を解消してグレイアドバタイジングの100％出資会社となる。